# Prosuberites sagamensis
Prosuberites sagamensis är en svampdjursart som beskrevs av Thiele 1898. Prosuberites sagamensis ingår i släktet Prosuberites och familjen Suberitidae.
Artens utbredningsområde är havet kring Japan. Inga underarter finns listade i Catalogue of Life.